# Gusjön, Dalarna
Gusjön är en sjö i Vansbro kommun i Dalarna och ingår i Dalälvens huvudavrinningsområde. Sjön har en area på 0,139 kvadratkilometer och ligger 286,9 meter över havet. Sjön avvattnas av vattendraget Gusjöbäcken.

## Delavrinningsområde
Gusjön ingår i det delavrinningsområde (670963-142869) som SMHI kallar för Mynnar i Västerdalälvens vattendragsyta. Medelhöjden är 290 meter över havet och ytan är 15,25 kvadratkilometer. Det finns inga avrinningsområden uppströms utan avrinningsområdet är högsta punkten. Gusjöbäcken som avvattnar avrinningsområdet har biflödesordning 3, vilket innebär att vattnet flödar genom totalt 3 vattendrag innan det når havet efter 293 kilometer. Avrinningsområdet består mestadels av skog (70 procent) och sankmarker (19 procent). Avrinningsområdet har 0,14 kvadratkilometer vattenytor vilket ger det en sjöprocent på 0,9 procent.